# Dicksonia blumei
Dicksonia blumei là một loài dương xỉ trong họ Dicksoniaceae. Loài này được Kunze Moore mô tả khoa học đầu tiên năm 1860.